# Hiddekel Rupes
Hiddekel Rupes és una formació geològica de tipus rupes a la superfície de Mart, localitzada amb el sistema de coordenades planetocèntriques a 19.03 ° latitud N i 17.85 ° longitud E, que fa 313 km de diàmetre. El nom va ser aprovat per la UAI el cinc de juny de 2017 i fa referència a una característica d'albedo.